# Laver Cup de 2022
A Laver Cup de 2022 foi a 5ª edição do torneio entre as equipes da Europa e do resto do mundo do tênis masculino.
O Time Mundo foi campeão pela primeira vez, após vencer todos os jogos no terceiro dia, quando cada feito dava mais pontos ao placar geral.
O evento foi marcado pelo último jogo do suíço Roger Federer antes da aposentadoria. Em 23 de setembro, ao lado de Rafael Nadal, perdeu em duplas para os americanos Jack Sock e Frances Tiafoe, em duelo que foi apertado no match tiebreak.

## Participantes
| Time Europa                  | Time Europa        |
| ---------------------------- | ------------------ |
| Capitão: Björn Borg          |                    |
| Vice-capitão: Thomas Enqvist |                    |
| Ranking                      | Jogador            |
| 2                            | Casper Ruud        |
| 3                            | Rafael Nadal       |
| 6                            | Stefanos Tsitsipas |
| 7                            | Novak Djokovic     |
| 9PR(NR)                      | Roger Federer      |
| 43                           | Andy Murray        |
| 15                           | Matteo Berrettini  |
| 8                            | Cameron Norrie     |

| Time Mundo                    | Time Mundo            |
| ----------------------------- | --------------------- |
| Capitão: John McEnroe         |                       |
| Vice-capitão: Patrick McEnroe |                       |
| Ranking                       | Jogador               |
| 12                            | Taylor Fritz          |
| 13                            | Félix Auger-Aliassime |
| 17                            | Diego Schwartzman     |
| 19                            | Frances Tiafoe        |
| 22                            | Alex de Minaur        |
| 42                            | John Isner            |
| 128                           | Jack Sock             |
| 29                            | Tommy Paul            |

|  | Desistiu antes do torneio (substituído por suplentes)         |
|  | Suplente                                                      |
|  | Desistiu após o dia 1 do torneio (substituído por alternates) |
|  | Alternate (substituído)                                       |
|  | Alternate (não substituído)                                   |

- Baseado no ranking de simples de 19 de setembro de 2022
- PR = Ranking protegido
- NR = Não rankeado

## Jogos
No dia 1, cada vitória vale 1 ponto; no 2, 2 pontos; no 3, 3 pontos. A primeira equipe com 13 pontos conquista o torneio.
| Dia | Data   | Modalidade | Jogador visitante (Europa)       | Jogador mandante (Mundo)        | Resultado          | Placar geral |
| --- | ------ | ---------- | -------------------------------- | ------------------------------- | ------------------ | ------------ |
| 1   | 23-set | Simples    | Casper Ruud                      | Jack Sock                       | 6–4, 5–7, [10–7]   | 1–0          |
| 1   | 23-set | Simples    | Stefanos Tsitsipas               | Diego Schwartzman               | 6–2, 6–1           | 2–0          |
| 1   | 23-set | Simples    | Andy Murray                      | Alex de Minaur                  | 7–5, 3–6, [7–10]   | 2–1          |
| 1   | 23-set | Duplas     | Roger Federer Rafael Nadal       | Jack Sock Frances Tiafoe        | 6–4, 26–7, [9–11]  | 2–2          |
| 2   | 24-set | Simples    | Matteo Berrettini                | Félix Auger-Aliassime           | 7–611, 4–6, [10–7] | 4–2          |
| 2   | 24-set | Simples    | Cameron Norrie                   | Taylor Fritz                    | 1–6, 6–4, [8–10]   | 4–4          |
| 2   | 24-set | Simples    | Novak Djokovic                   | Frances Tiafoe                  | 6–1, 6–3           | 6–4          |
| 2   | 24-set | Duplas     | Matteo Berrettini Novak Djokovic | Alex de Minaur Jack Sock        | 7–5, 6–2           | 8–4          |
| 3   | 25-set | Duplas     | Matteo Berrettini Andy Murray    | Félix Auger-Aliassime Jack Sock | 6–2, 3–6, [8–10]   | 8–7          |
| 3   | 25-set | Simples    | Novak Djokovic                   | Félix Auger-Aliassime           | 3–6, 36–7          | 8–10         |
| 3   | 25-set | Simples    | Stefanos Tsitsipas               | Frances Tiafoe                  | 6–1, 116–7, [8–10] | 8–13         |
| 3   | 25-set | Simples    | Casper Ruud                      | Taylor Fritz                    | não jogado         | não jogado   |